# Lang Lang
Lang Lang (chiń. 郎朗, pinyin Láng Lǎng; ur. 14 czerwca 1982 w Shenyang w Chinach) – chiński pianista.

## Życiorys
Naukę gry na fortepianie rozpoczął w wieku trzech lat pod okiem profesor Zhu Yafen. Dwa lata później wygrał pierwszy konkurs w rodzinnej miejscowości, wykonując swój pierwszy publiczny recital. 
Przełomem w jego karierze okazał się występ w zastępstwie André Wattsa w sierpniu 1999 roku podczas Festiwalu Ravinia, kiedy zagrał pierwszy koncert fortepianowy Czajkowskiego z towarzyszeniem Chicagowskiej Orkiestry Symfonicznej pod batutą Christopha Eschenbacha. Pianista słynie z bogatej interpretacji utworów oraz z niezwykłego muzycznego charakteru.
Mimo młodego wieku Lang Lang podpisał kontrakt z wytwórnią płytową Deutsche Grammophon. Obecnie chce nagrywać płyty z wytwórnią Sony.
7 i 8 stycznia 2010 roku Lang Lang rozpoczął obchody Roku Chopinowskiego w Polsce grając w Filharmonii Narodowej w Warszawie Koncert f-moll op. 21 oraz Andante Spianato i Wielkiego Poloneza Es-dur op. 22 Fryderyka Chopina.
W 2015 został laureatem prestiżowej nagrody Echo Klassik Award w kategorii Instrumentalist of the Year/Piano oraz Special Award dla Lang Lang International Music Foundation.